# سلطات التخلص من النفايات
أنشئت سلطات التخلص من النفايات (بالإنجليزية: Waste disposal authority)‏ (WDA) في المملكة المتحدة في أعقاب قانون حماية البيئة لعام 1990. وتتولى هذه السلطة مسؤولية استخدام الأموال من ضريبة المجلس لتسهيل التخلص من النفايات البلدية. ويجب على إدارتها أن تقوم بجمع النفايات من قبل المجالس المحلية. في حالة السلطات الأحادية، تكون سلطات التخلص من النفايات لديها صلاحيات، وواجبات محددة في إطار النظام الأساسي المتعلق بإدارة النفايات.